# Vama (Suceava)
Vama is een Roemeense gemeente in het district Suceava.
Vama telt 6211 inwoners.